# Tullia Minor
Tullia Minor is een semi-legendarisch figuur uit de geschiedenis van het Romeinse Rijk. Ze was een dochter van koning Servius Tullius en de echtgenote van koning Lucius Tarquinius Superbus.

## Biografie
Tullia was de jongste van de twee dochters van koning Servius Tullius en hij arrangeerde huwelijken voor zijn dochters met de zonen van zijn voorganger Lucius Tarquinius Priscus. Tullia Minor was aanvankelijk verloofd met Arruns, de broer van Lucius Tarquinius, maar door diens gebrek aan ambitie trok ze naar de verloofde van haar zus toe. Om hun eigen toekomstige huwelijk doorgang te laten vinden, lieten de twee hun verloofden vermoorden.
Vervolgens wist Tullia haar echtgenoot te overtuigen de macht te grijpen en nadat hij voldoende steun in de senaat had verkregen, trok hij naar de Curia Hostilia en nam daar zijn plek in op de troon. Toen Servius Tullius hiertegen ageerde, werd hij op de straten van Rome gegooid waar hij op suggestie van Tullia Minor werd vermoord door de moordenaars van Tarquinius. Vervolgens reed ze in haar wagen zelf naar de senaat om haar man haar respect te betuigen, maar werd door hem terug naar huis gestuurd. Tijdens haar terugweg kwam ze het verminkte lichaam van haar vader tegen en reed met haar wagen over het lijk heen.
Tullia vluchtte samen met haar man uit de stad toen Lucius Junius Brutus tegen de koning in opstand was gekomen. Met name Tullia werd vervloekt door het Romeinse volk vanwege de rol die ze had gespeeld in de moord op haar vader.